# San Frantzisko

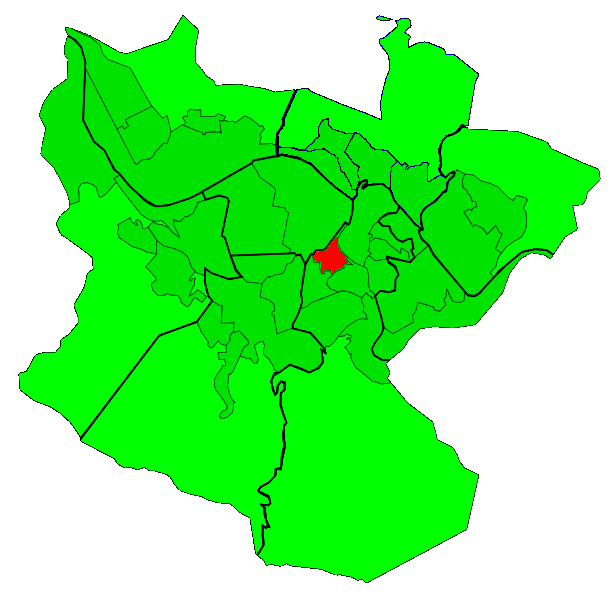
Ubicació de San Frantzisko

San Frantzisko és un barri del districte bilbaí d'Ibaiondo. Té una superfície de 0,16 kilòmetres quadrats i una població de 6.713 habitants (2008). Limita al nord amb el barri d'Abando, a l'oest amb Zabala, al sud amb Miribilla i Bilbo Zaharra i a l'est amb Zazpikaleak. Aquest barri s'engloba dues zones diferenciades. San Frantzisko, constituït per l'espai comprès entre el carrer homònim i la Ria. El seu nom i el seu origen estan en els terrenys d'un convent franciscà baixmedieval, desaparegut a mitjan segle xix. Els carrers han conservat aquí edificis d'estètica homogènia. La seva imatge harmonitza amb la de l'eixample principal de la ciutat. Algunes edificacions són obra d'arquitectes de reconegut prestigi. Històricament, la seva població ha estat formada per obrers, empleats, i una modesta burgesia de classe mitjana i baixa.
En segon lloc està la zona de Las Cortes, constituïda per les edificacions situades entre el carrer San Frantcisko i el nou barri de Miribilla. És una zona de marcat caràcter popular, coneguda com el “barri alt”. Les seves edificacions són de menor qualitat que les de la zona de San Frantzisko. El gruix de la seva població va estar constituït per famílies de treballadors de les mines de Miribilla.
En l'actualitat ambdues zones formen un barri ple de contrastos. Històricament ha estat un dels espais de Bilbao més permissius, on han conviscut tradicionalment comerciants, antics veïns, immigrants nouvinguts, segons les èpoques d'altres regions o d'altres països, o altres bilbaïns a la recerca de diversions i vida nocturna.